# Ferroniquelplatí
El ferroniquelplatí és un mineral de la classe dels elements natius. Rep el seu nom de la seva composició química.

## Característiques
El ferroniquelplatí és un aliatge de ferro, níquel i platí, com el seu nom indica, de fórmula química Pt₂FeNi. Cristal·litza en el sistema tetragonal. Fa intercreixements amb altres minerals del grup del platí, en forma de grans nodulars gens o lleugerament arrodonits, de fins a 4,5 mm. La seva duresa a l'escala de Mohs és 5. Forma una sèrie de solució sòlida amb la tulameenita.
Segons la classificació de Nickel-Strunz, el ferroniquelplatí pertany a «01.AF: Aliatges de PGE-metall» juntament amb els següents minerals: hexaferro, garutiïta, atokita, rustenburgita, zviaguintsevita, taimirita-I, tatianaïta, paolovita, plumbopal·ladinita, estanopal·ladinita, cabriïta, chengdeïta, isoferroplatí, tetraferroplatí, tulameenita, hongshiïta, skaergaardita, yixunita, damiaoïta, niggliïta, bortnikovita i nielsenita.

## Formació i jaciments
Va ser descobert l'any 1983 en un placer del riu Pekul'nei, a Txukotka (Districte Federal de l'Extrem Orient, Rússia). També se n'ha trobat en altres indrets de Rússia, a la República Dominicana, Etiòpia, Nova Caledònia, Sud-àfrica i els Estats Units. Sol trobar-se associat a altres minerals com: isoferroplatí, tetraferroplatí, ruteniridosmina, laurita, irarsita, cooperita, sperrylita, hol·lingworthita, cherepanovita, cromita o olivina.